# Schoenus ornithopodioides
Schoenus ornithopodioides är en halvgräsart som först beskrevs av Georg Kükenthal, och fick sitt nu gällande namn av Stanley Thatcher Blake. Schoenus ornithopodioides ingår i släktet axagssläktet, och familjen halvgräs. Inga underarter finns listade i Catalogue of Life.